# Kentaver (ozvezdje)
Kentaver (latinsko Centaurus) je svetlo južno ozvezdje in eno od 88 sodobnih ozvezdij, ki jih je priznala Mednarodna astronomska zveza. Je eno največjih ozvezdij, deveto po velikosti.

## Pomembne značilnosti
Kentaver ima Proksimo Kentavra, rdečo pritlikavko, ki je najbližja zvezda (poleg Sonca) Zemlji kot tudi Alfo Kentavra, ki je dvojna zvezda s katero je Proksima Kentavra gravitacijsko vezana, tako da je ustvarjena trojna zvezda.
V ozvezdju se nahaja tudi Beta Kentavra, ki je četrta najbolj svetla zvezda na nebu in druga odkrita zvezda z magnitudo 1. Tu je tudi BPM 37093, za katero menijo, da je degenerirana zvezda, Omega Kentavra (najbolj svetla kroglasta kopica na nebu) in Kentavra A (eliptična galaksija)

## Zgodovina
Prvič je ozvezdje omenil Evdoks (4. stoletje pr. n. št.), nato pa še Arat (3. stoletje pr. n. št.). Ptolemaj jo je uvrstil na svoj seznam 48 ozvezdij, poleg tega pa je katalogiziral še 37 zvezd.